# Shahram Amiri
Shahram Amiri (7 tháng 11 năm 1977 – 3 tháng 8 năm 2016) là một nhà khoa học hạt nhân của Iran vốn biến mất trong cuộc hành hương đến Mecca, Ả Rập Xê Út, vào tháng 5 hoặc tháng 6 năm 2009 và đã bị Iran xử tử hình vào tháng 8 năm 2016.
The Guardian báo cáo "ông là một chuyên gia về sử dụng đồng vị phóng xạ cho y tế ở Đại học Malek Ashtar, tại Tehran," và "một số báo cáo trong phương tiện truyền thông của Iran nói" ông "cũng là một nhân viên của Tổ chức Năng lượng Nguyên tử Iran", theo BBC. Press TV của chính phủ Iran cũng thông báo rằng ông làm việc tại Đại học Malek Ashtar, nhưng chính phủ Iran sẽ không xác nhận rằng ông là một nhà khoa học hạt nhân.
Việc ông biến mất được chính phủ Iran giải thích như là một vụ "bắt giữ" bởi chính phủ Hoa Kỳ, trong khi tờ báo BBC và Haaretz tiên đoán Amiri "muốn xin tị nạn ở nước ngoài."